# Electroneura
Electroneura – wymarły rodzaj muchówek z rodziny ochotkowatych i podrodziny Tanypodinae. Obejmuje tylko jeden wczesnokredowy gatunek, E. pinhoi.

## Taksonomia
Rodzaj i jego gatunek typowy opisali po raz pierwszy André Amaral, Fabio Laurindo da Silva i Wiktor Baranow w 2024 roku na łamach „Paleontologische Zeitschrift”. Opisu dokonano na podstawie inkluzji samca w bursztynie libańskim, datowanej na wczesny barrem, odnalezionej w Ain Darze w środkowej części Libanu. Nazwa rodzajowa powstała z połączenia greckiego ἤλεκτρον (elektron), oznaczającego „bursztyn”, z nazwą podobnego rodzaju Pentaneura. Epitet gatunkowy nadano na cześć brazylijskiego dipterologa, Luiza Carlosa de Pinho.

## Morfologia
Muchówka o ciele długości 1,5 mm, ciemnobrązowo ubarwionym. Głowa pozbawiona była przyoczek, oczy miała nagie i nerkowate, a czułki zbudowane z 16 członów, z których przedostatni był bardzo długi. Przysadzisty tułów cechowały wykształcone szczecinki antepronotalne i nadskrzydłowe, 15  szczecinek środkowych grzbietu, co najmniej 17 śródplecowych, 10 przedskrzydłowych, dwa szeregi co najmniej 14 szczecinek na tarczce oraz naga zatarcza. Grubo punktowane i porośnięte mikrowłoskami skrzydło przednie miało 1,2 mm długości i charakteryzowało się żyłką R1 formującą z rozwidloną żyłką R2+3 zamkniętą komórkę przy przedniej krawędzi oraz żyłką poprzeczną medialno-kubitalną położoną na tym samym poziomie co rozwidlenie żyłki kubitalnej. Przezmianki były dobrze wykształcone. Tylna para odnóży miała po dwie lirowate ostrogi na goleniach. Odwłok był długi i cienki. Dziewiąty tergit miał zaokrągloną krawędź tylną. Gonokoksyt pozbawiony był błoniastych wolselli na wewnętrznej krawędzi, a delikatnie zakrzywiony, rozszerzony u podstawy i zwężony ku szczytowi gonostylik dysponował tępą, przezroczystą megaszczecinką.